# Bob Carlson
Pour les articles homonymes, voir Carlson.
Robert W. Carlson Jr. dit Bob Carlson, né le 7 novembre 1906 dans l'Illinois - 18 juin 1990 à Santa Cruz,  est un animateur américain ayant travaillé entre autres pour les studios Disney.

## Filmographie
- 1940 : Pinocchio, animateur (non crédité)
- 1940 : Fantasia séquence  Une Nuit sur le Mont Chauve/Ave Maria
- 1941 : Attention fragile (Baggage Buster) (non crédité)
- 1941 : Donald photographe (Donald's Camera)
- 1942 : Der Fuehrer's Face
- 1942 : Donald forgeron (The Village Smithy)
- 1942 : Le Jardin de Donald (Donald's Garden)
- 1942 : La Mine d'or de Donald (Donald's Gold Mine)
- 1944 : Les Trois Caballeros (The Three Caballeros)
- 1945 : Donald et le Fakir (The Eyes Have It)
- 1945 : Donald et Dingo marins (No Sail)
- 1946 : Les Locataires de Mickey
- 1946 : Donald gardien de phare (Lighthouse Keeping)
- 1947 : Mail Dog
- 1948 : Papa Canard (Daddy Duck)
- 1948 : À la soupe ! (Soup's On)
- 1948 : Le petit déjeuner est servi (Three for Breakfast)
- 1948 : Donald et les Fourmis (Tea for Two Hundred)
- 1949 : Pile ou Farces (Donald's Happy Birthday)
- 1949 : Sea Salts
- 1949 : Donald forestier (Winter Storage)
- 1949 : Le Miel de Donald (Honey Harvester)
- 1949 : Donald fait son beurre (All in a Nutshell)
- 1949 : Slide, Donald, Slide (Slide Donald Slide)
- 1949 : Donald et son arbre de Noël (Toy Tinkers)
- 1950 : Attention au lion (Lion Around)
- 1950 : La Roulotte de Donald (Trailer Horn)
- 1950 : Donald pêcheur (Hook, Lion and Sinker)
- 1950 : Donald à la plage (Bee at the Beach)
- 1950 : Donald blagueur
- 1951 : Drôle de poussin (Chicken in the Rough)
- 1951 : Dude Duck
- 1951 : Une partie de pop-corn (Corn Chips)
- 1951 : Donald pilote d'essai (Test Pilot Donald)
- 1951 : Donald gagne le gros lot (Lucky Number)
- 1951 : Alice au pays des merveilles, animation des personnages
- 1951 : Bon pour le modèle réduit
- 1951 : Donald et la Sentinelle(Bee on Guard)
- 1952 : Le Verger de Donald (Donald Applecore)
- 1952 : Susie, le petit coupé bleu (Susie the Little Blue Coupe)
- 1953 : Peter Pan, animation des personnages
- 1953 : Rugged Bear
- 1953 : Canvas Back Duck
- 1954 : Donald et les Pygmées cannibales (Spare the Rod)
- 1954 : Donald visite le parc de Brownstone (Grin and Bear It)
- 1954 : The Flying Squirrel
- 1955 : La Belle et le Clochard, animation des personnages
- 1955 : Un sommeil d'ours
- 1955 : Donald et les Abeilles
- 1955 : Donald flotteur de bois (Up a Tree)
- 1956 : Humphrey va à la pêche (Hooked Bear)
- 1956 : Jack and Old Mac
- 1956 : In the Bag
- 1957 : The Story of Anyburg U.S.A.
- 1959 : Sleeping Beauty, animation des personnages
- 1959 : Donald au pays des mathémagiques (Donald in Mathmagic Land)
- 1959 : Les Aventures d'Aladin (1001 Arabian Nights)